# Silz (Tirol)
Silz é um município da Áustria. Situa-se no distrito de Imst do estado do Tirol.
O emblema do município é composto de vermelho e branco, as cores nacionais do Tirol, e seus quadrados vermelhos ilustram as ameias das muralhas do Castelo de São Petersburgo (Burg Petersberg) .

## Geografia
Silz está localizado no Vale Oberintal entre Telfs e Imst. A cidade está localizada no lado norte dos Alpes Stubai, e seus limites são demarcados pelos picos Sulzkogel (3016 m), Hochreichkopf (3010 m) e Acherkogel (3007 m).
Nela situa-se a Silzer Innau, uma floresta com 8,4 hectares, protegida desde 1997, a oeste da vila.
A área municipal compreende as duas seguintes aldeias (população de 1 de janeiro de 2018):

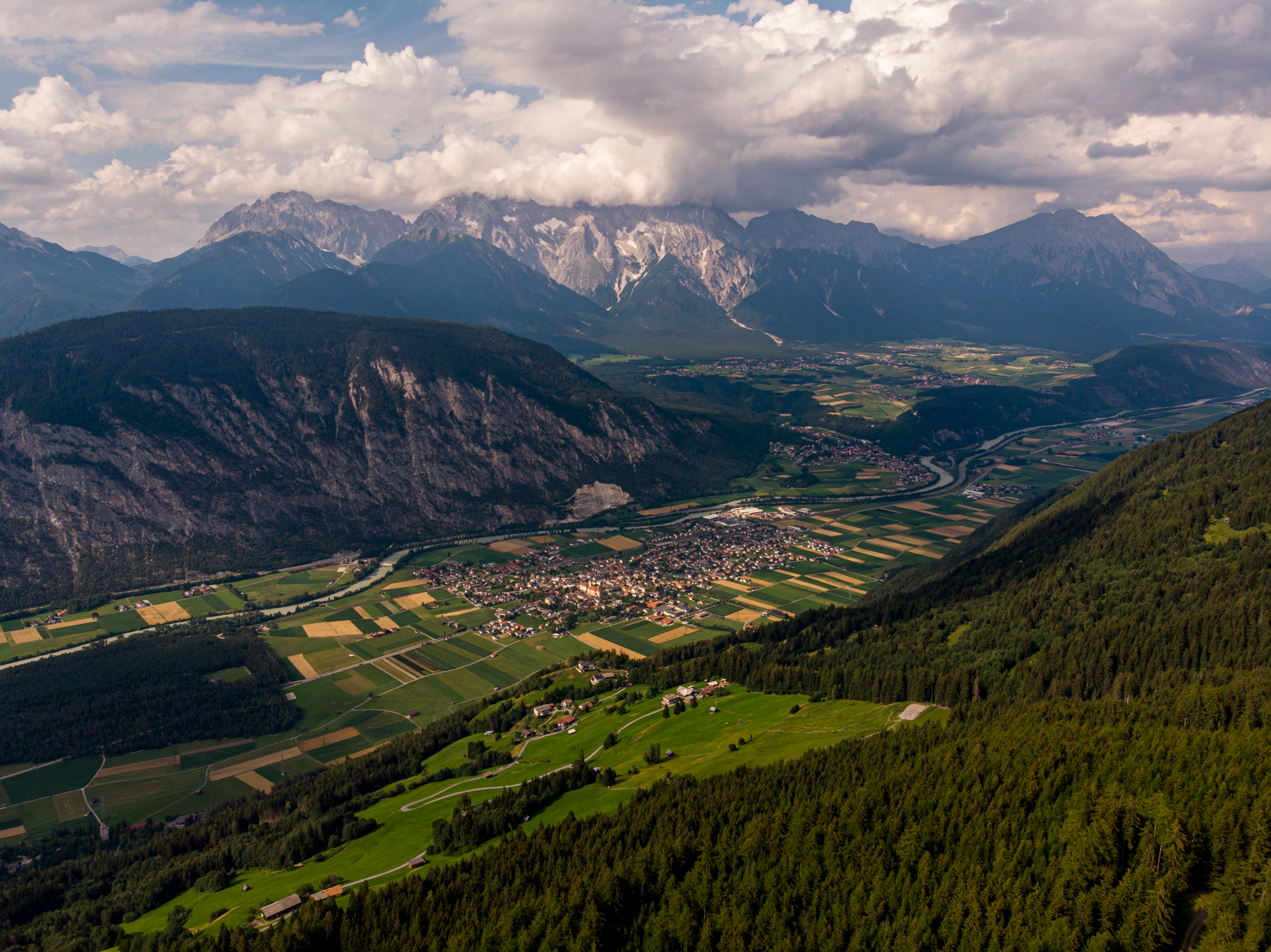
Silz de cima

- Silz (2536)
- Kühtai (24)

## História

### Achados Arqueológicos
A quase completa ausência de achados arqueológicos é explicada pelo fato de que Silz é uma das poucas aldeias no vale do Inntal que não estão localizadas na lateral de um riacho, e sim no meio da parte plana baixa do vale. O fundo do vale de Silz carrega apenas uma camada de húmus bastante fina, sob camadas de cascalho, o que cria condições de procura arqueológica desfavoráveis.
As proximidades do Castelo de São Petersburgo estão em uma situação melhor, sua posição exposta e elevada já na pré-história oferecia condições ideais para um assentamento. Grandes descobertas, no entanto, não foram registradas até agora. Somente nos últimos anos o legado arqueológico de Thomas Schultz e Burkhard Weishäupl conseguiu expandir os modestos vestígios arqueológicos em Silz por um considerável número de artefatos. Especialmente nas altas áreas alpinas ao redor de Kühtai, especialmente Nedertal, os achados arqueológicos de Längental e Wörgetal puderam ser coletados contemplando diversos períodos da pré-história.

### Assentamento
Silz foi mencionada pela primeira vez em documentos em 1166, quando o duque Henrique o Leão, doou para Wilten terras ao lado do "castrum novum" (castelo novo). O castelo mencionado era o de São Petersburgo, construído pelos Welfs (a mais antiga família nobre sobrevivente na Europa, junto com os Capetianos e os Régnier) como base central da administração de suas possessões tirolesas e supostamente em 1166 como um "Neuhaus" (Silles juxta Castrum Novum - "Silz no novo castelo"), em contraste com o antigo castelo Auenstein em Ötzerau.
Foi possível provar que no final do século XIII Silz tinha um assentamento rural planejado, que poderia ser chamado de aldeia por causa de suas estruturas econômicas e sociais. Uma primeira ideia, ainda que bastante vaga, da extensão desse assentamento foi descrita pelo conde Meinhard II em 1288, com dois locais administrativos (Meierhöfen), dois moinhos e outro pátio, quatro feudos e 19 estabelecimentos econômicos. No século XVII, durante a trégua de São Petersburgo (Burgfrieden von St. Petersberg), as terras pertencentes ao senhorio Widum e a fazenda em Kühtai eram as maiores propriedades do município de Silz. Essas áreas e mais 43 propriedades com 27 feudos e 81 residências formaram mais tarde a comunidade tributária Silz.
No censo de 1778 (Theresianischen Kataster), as estruturas básicas da aldeia atual já são claramente reconhecíveis. Naquela época, havia 94 casas em Silz, influenciando o visual da vila culminando com a construção da igreja em 1848. Em 1850 viviam em Silz (sem contar Petersberg e Wolfsgruben) 1.140 pessoas, distribuídas em 131 casas.
Condições restritas de habitação e dificuldades econômicas levaram várias famílias a emigrarem de Silz para a América do Sul em 1857. Neste ano um grupo formado por 180 tiroleses, 120 renanos e alguns bávaros deixou a Europa a bordo de um navio de carga de Antuérpia. Destes, 156 se estabaleceram na região de Pozuzo, às margens do Rio Huancabamba.
A "Colônia Pozuzo" foi fundada em 1859 pelos emigrantes recrutados pelo explorador alemão Kuno Damian de Schütz-Holzhausen. O líder do grupo era o padre católico Joseph Egg, do Tirol. Em 1868, um segundo grupo de imigrantes seguiu para o lugar. De acordo com uma placa na entrada sul da cidade, Pozuzo se autodenonima "a única colônia austro-alemã do mundo". Desde 1980, Silz e Pozuzo mantém laços de amizade e contato contínuo.
A construção da Ferrovia Arlberg em 1882/83 trouxe a esperada ascensão de Silz e estabeleceu a conexão com as metrópoles da monarquia austro-húngara. No entanto, até meados do século XX, a aldeia manteve o seu caráter agrícola e de pequeno comércio.
Depois de 1950, Silz se expandiu principalmente para o leste. Nas últimas décadas, várias casas desapareceram no centro da cidade. Em 1986, foi criado um grupo de trabalho para a renovação do local e conseguiu-se desde então reviver algumas estruturas da aldeia.

### Paróquia

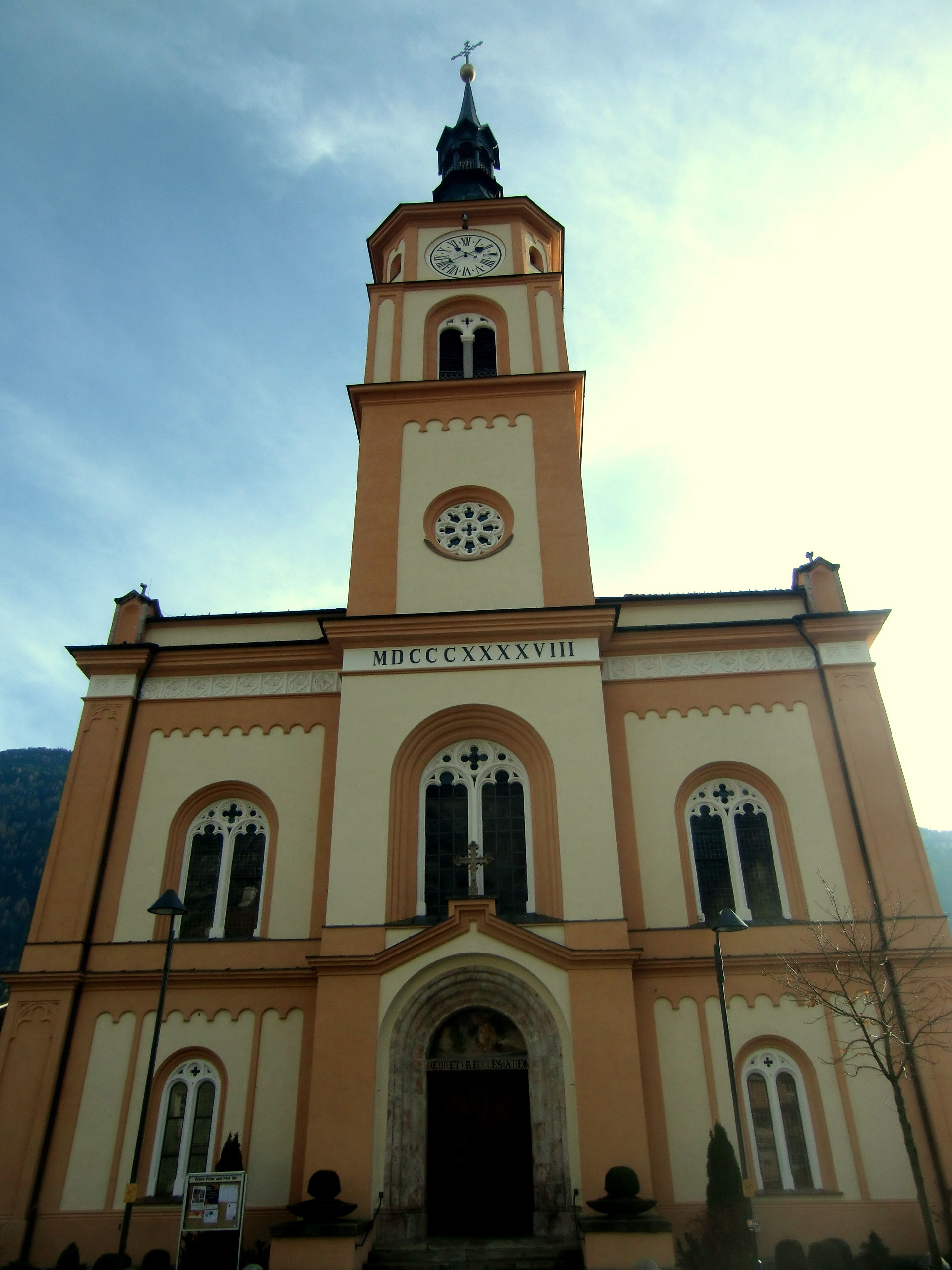
Pfarrkirche Silz

O distrito pastoral de Silz foi criado em 1233, vinculado à paróquia de Bressanone (Brixen). Em 1272 o bispo Bruno von Kirchberg de Brixen subordinou a paróquia ao recém-fundado Mosteiro Stams.
A igreja paroquial de Silz é dedicada a São Pedro e São Paulo e foi construída de 1846 a 1848 no lugar da antiga igreja de acordo com os planos de Alois Haas no estilo neo-românico. A gestão da construção foi realizada pelo empreiteiro da Silzer, Benedikt Perwög, que ficou conhecido por seus projetos de construção de estradas. Por causa do exterior imponente e da torre, que pode ser vista de longe, a igreja também é popularmente conhecida como "a catedral de Silz".
O interior da igreja é decorado com pinturas coloridas no estilo Nazareno. Dos artistas que deixaram obras na igreja paroquial de Silz estão Franz Hellweger (retábulo-mor), Caspar Jele (quadros dos altares laterais), Josef Arnold, o Velho e Heinrich Kluibenschedl (afrescos), bem como o escultor Haller Josef Miller (estátuas sobre o altar-mor) e Josef Bachlechner (Rainha do Rosário no pilar da nave central).
Silz possui o maior sino no oeste da Áustria. Tem um peso de mais de quatro toneladas e foi inaugurado em 1955 pela fundição Oberascher de Salzburgo.
A igreja paroquial foi restaurada várias vezes ao longo do século passado, com várias modificações durante a década de 1970.
O primeiro pastor em Silz, que serviu como reitor, foi Josef Öttl de Kappl. Ele atuou na função de 1858 a 1868. Ele foi sucedido por:
Alois Vogl (1868-1887), Johann Tschuggmall (1888-1894), Alois Schönherr (1894-1913), Josef Sparber (1913-1938), Raymond Wallnöfer (1938-1960), Anton Draxl (1960-1973), Josef Tiefenthaler (1974-2014). Desde 1 de setembro de 2014, P. Andreas Agreiter é o pastor de Silz. A função de reitor não é exercida por ele, mas pelo seu homólogo, o pastor Stefan Hauser von Längenfeld.

### Jurisdição
A história da aldeia de Silz está intimamente ligada à história do castelo de São Petersburgo, construído em uma colina a oeste de Silz. Propriedade dos condes do Tirol, o castelo foi expandido no século 13 nas mãos de Meinhard II que o transformou em centro administrativo e jurídico do vale do Inn.
O juiz que oficiava no castelo tinha poder para sentenciar penas de morte (Blutgerichtsbarkeit). De fato, a crônica paroquial escrita por Dean Sparber relata uma execução por decapitação de um ladrão e incendiário em Silz, realizada em 12 de janeiro de 1742.
O tribunal de São Petersburgo compreendeu essencialmente os municípios que se enquadram na jurisdição do atual distrito judiciário de Silz. Só o Monastério de Stams, que tinha o seu próprio distrito judicial e exercia a jurisdição mais baixa sobre os inquilinos estabelecidos na sua Hofmark, ocupava uma posição especial neste domínio (Otto Stolz, Landesbeschreibung).
Além da administração da justiça, o juiz de São Petersburgo também foi responsável pela administração política da região. Entre outras coisas, ele era responsável pela administração dos livros onde e posses e impostos eram registrados. No século XVII, o juiz de São Petersburgo transferiu a sede do tribunal para o centro de Silz.
Sob o domínio bávaro, os tribunais patrimoniais foram abolidos e o judiciário foi reorganizado. As cortes de São Petersburgo, Hörtenberg e Stams foram fundidas e subordinadas ao tribunal distrital de Telfs com o decreto do governo bávaro real de 21 de novembro de 1806. Três anos depois, o governo da Baviera achou necessário aumentar o número de tribunais distritais. O de Silz foi um dos cinco tribunais que foram criados por resolução do rei bávaro Maximiliano José em 18 de novembro de 1809. As fronteiras desta corte eram, com exceção das comunidades Karres, Roppen e Rietz, idênticas às fronteiras do antigo São Petersburgo.
Após o fim do domínio bávaro, os regimes patrimoniais foram restabelecidos em seus antigos direitos. A patente organizacional de 1817 também reviveu o tribunal de São Petersburgo como um tribunal distrital patrimonial em suas antigas fronteiras. O município de Silz contava então com 1.351 habitantes.
Com decreto do Ministro do Interior e da Justiça de 26 de outubro de 1854, os escritórios distritais mistos do Tirol e Vorarlberg entraram em vigor em 30 de novembro de 1854 e, ao mesmo tempo, as autoridades distritais foram dissolvidas. O tribunal de inquérito sobre crimes passou para o escritório do distrito Imst. Pela lei de 11 de junho de 1868, o judiciário e a administração foram separados.
Desde a entrada em vigor da Lei Constitucional Federal de 1920, sete juízes distritais atuaram em Silz. No passado recente, o tribunal distrital Silz foi repetidamente ameaçado de encerramento, fato que náo se concretizou devido à falta de aprovação do governo do estado tirolês.

## Demografia
| População | População | População |
| Ano       | Pop.      | ±%        |
| --------- | --------- | --------- |
| 1869      | 1,237     | —         |
| 1880      | 1,271     | +2.7%     |
| 1890      | 1,169     | −8.0%     |
| 1900      | 1,206     | +3.2%     |
| 1910      | 1,240     | +2.8%     |
| 1923      | 1,212     | −2.3%     |
| 1934      | 1,409     | +16.3%    |
| 1939      | 1,341     | −4.8%     |
| 1951      | 1,520     | +13.3%    |
| 1961      | 1,782     | +17.2%    |
| 1971      | 2,036     | +14.3%    |
| 1981      | 2,080     | +2.2%     |
| 1991      | 2,245     | +7.9%     |
| 2001      | 2,373     | +5.7%     |
| 2011      | 2,582     | +8.8%     |

## Ecomomia
A maior fonte de rendimento de provém do turismo na estância de Inverno do Kühtai e do grupo de usinas de energia Sellrain-Silz, que consiste das usinas de Kühtai e Silz e os reservatórios associados de Finstertal e Längental.

## Turismo
A localidade oferece durante a temporada de verão uma grande variedade de atividades de aventura, como rafting e passeios de jangada no rio Inn, além de canoagem e escalada. Estas atividades são oferecidas pelo centro de eventos e ao ar livre, que também é palco de vários shows. Além disso, há uma piscina ao ar livre, um campo de minigolfe, quadras de tênis, bem como uma trilha para exercícios chamada “Forstmeile”, localizada no coração da floresta Silzer Pirchet.
No inverno, a região se volta aos esportes de inverno, Kühtai é uma atração para esqui e snowboard. As instalações da área de esqui chegam até a 2.520 m de altitude. Há também a arena de gelo de Silz para os praticantes de patinação no gelo e curling.
Os principais pontos turísticos de Silz são:
- A igreja paroquial de São Pedro e São Paulo
- Capela de São Sebastião
- Castelo de São Petersburgo[15] - o castelo foi seriamente danificado por um incêndio em 1857 e reconstruído pelo imperador austríaco Francisco José I em 1893.
- Antiga cabana de caça em Kühtai
- Hofkapelle Kühtai
- Capela em Simmering[16]
- Igreja da Visitação da Virgem Maria em Kühtai
- Capela de Memória do Guerreiro na antiga estrada
- Capela do Monte das Oliveiras
- Torre de vigia em Grünberg, ao norte de Silz[17]